# ℃-uteなんです!全シングル集めちゃいましたっ!①
『℃-uteなんです!全シングル集めちゃいましたっ!①』（キュートなんです ぜんシングル あつめちゃいました いち）は、℃-uteのベストアルバム。2009年11月18日にzetimaから発売された。

## 概要
℃-ute初のベストアルバム。今までにリリースした、インディーズを含む全シングル14曲を収録している。初回限定盤はCD+DVD、通常盤はCDのみである。アルバム購入者イベント参加券が封入されている。村上愛･有原栞菜・梅田えりかのパートはそのままとなっているため、現メンバー（5人）での再録音はなし。

## 収録曲
1. まっさらブルージーンズ
（作詞・作曲：つんく、編曲：高橋諭一）
1st インディーズシングル
2. 即 抱きしめて
（作詞・作曲：つんく、編曲：鈴木Daichi秀行）
2nd インディーズシングル
3. 大きな愛でもてなして
（作詞・作曲：つんく、編曲：高橋諭一）
3rd インディーズシングル
4. わっきゃない(Z)
（作詞・作曲：つんく、編曲：高橋諭一）
4th インディーズシングル
5. 桜チラリ
（作詞・作曲：つんく、編曲：高橋諭一）
1st メジャーシングル
6. めぐる恋の季節
（作詞・作曲：つんく、編曲：鈴木Daichi秀行）
2nd メジャーシングル
7. 都会っ子 純情
（作詞・作曲：つんく、編曲：平田祥一郎）
3rd メジャーシングル
8. LALALA 幸せの歌
（作詞・作曲：つんく、編曲：平田祥一郎）
4th メジャーシングル
9. 涙の色
（作詞・作曲：つんく、編曲：藤澤慶昌）
5th メジャーシングル
10. 江戸の手毬唄II
（作詞：吉岡治、作曲：宇崎竜童、編曲：川端良征）
6th メジャーシングル
11. FOREVER LOVE
（作詞・作曲：つんく、編曲：鈴木俊介）
7th メジャーシングル
12. Bye Bye Bye!
（作詞・作曲：つんく、編曲：平田祥一郎）
8th メジャーシングル
13. 暑中お見舞い申し上げます
（作詞：喜多條忠、作曲：佐瀬寿一、編曲：平田祥一郎）
9th メジャーシングル
14. EVERYDAY 絶好調!!
（作詞・作曲：つんく、編曲：大久保薫）
10th メジャーシングル